# Série de pièces américaines d'un quart de dollar American Women
La série de pièces américaines d'un quart de dollar American Women met à l'honneur des femmes remarquables de l'histoire des États-Unis, afin de commémorer le centenaire du dix-neuvième amendement à la Constitution américaine. La Monnaie des États-Unis émet cinq piêces par an entre 2022 et 2025, pour un total de 20 exemplaires. Une femme sera mise à l'honneur au revers de chaque pièce, sélectionnée pour ses contributions aux États-Unis dans un large éventail de domaines, notamment le droit de vote, les droits civiques, l'abolition, le gouvernement, les sciences humaines, les sciences, l'espace et les arts. L'avers représente George Washington. La plupart des femmes mises à l'honneur appartiennent à des minorités ethniques.

## Programme
Le programme a été autorisé par la loi sur la refonte des pièces de collection en circulation de 2020, parrainée par les représentants Barbara Lee et Anthony Gonzalez. La proposition initiale prévoyait 56 pièces d'un quart de dollar, rendant hommage à une femme de chaque État et territoire, mais avec une série de pièces de monnaie destinées à être mises en circulation en 2026 pour le 250e anniversaire des États-Unis, elle a été modifiée pour être raccourcie. L'une des cinq pièces de 25 cents de cette série anniversaire mettra également à l'honneur une femme. Elle a remplacé une autre proposition qui prévoyait des pièces représentant des animaux ou des espèces menacées. Elle va être suivie en 2027-2030 d'une série consacrée aux sports pour les jeunes.
En plus des pièces en circulation, la série est également frappée sous forme de coffret belle épreuve.
Elle succède à la série America the Beautiful. Certains collectionneurs de pièces ont critiqué la proposition apparemment sans fin de continuer à émettre cinq nouveaux modèles de pièces chaque année pendant une troisième décennie. De nombreux numismates s'intéressent davantage à la refonte d'autres valeurs faciales et à des émissions moins fréquentes.

## Dessins

### Avers
Le portrait de George Washington réalisé par Laura Gardin Fraser, initialement présenté en 1931, a été sélectionné par la commission des beaux-arts et le comité consultatif des citoyens sur les pièces de monnaie pour figurer sur l'avers des pièces de la série. Le buste tourné vers la droite avait déjà été utilisé pour la pièce de 5 dollars George Washington (en) émise en 1999 à l'occasion du 200e anniversaire de la mort de Washington.

### Revers
Le secrétaire au Trésor des États-Unis sélectionne les femmes qui figurent dans cette série en consultation avec l'American Women's History Initiative (en) de la Smithsonian Institution, le National Women's History Museum et le Congressional Caucus for Women's Issues (en). Des recommandations pour les femmes à honorer ont été sollicitées auprès du public en 2021.

#### 2022
Maya Angelou est la première femme afro-américaine à figurer sur une pièce de monnaie américaine. Conçue par Emily Damstra, qui a déclaré que sa représentation d'Angelou « traduisait la passion avec laquelle elle vivait ». Elle a indiqué que l'oiseau en vol qui se dessinait dans les bras d'Angelou était inspiré d'une hirondelle noire, originaire de l'Arkansas, l'état natal d'Angelou, et symbolisait son autobiographie « Je sais pourquoi chante l'oiseau en cage ». Oprah Winfrey a qualifié ce dessin de « véritable trésor » et d'« instant incroyable » pour commémorer la vie de son amie et poète. Comme le portrait en buste n'était pas autorisé, Damstra a choisi de limiter les détails sur la pièce, en équilibrant l'espace négatif.
Sally Ride, la première personne LGBT à figurer sur une pièce de monnaie américaine. Sa compagne Tam O'Shaughnessy a déclaré que le dessin de Ride près de la fenêtre de la navette spatiale reflétait sa citation  « Mais quand je ne travaillais pas, j'étais généralement à la fenêtre, en train de regarder la Terre ». On la voit porter un écusson avec un élément conçu par Ride pour la mission STS-7, qui symbolisait le fait qu'elle était la première femme américaine dans l'espace. Le dessin a été dévoilé lors du Space Symposium 2021.
Le dessin de la pièce Wilma Mankiller a été dévoilé lors d'un événement organisé au Capitole national cherokee (en). Le chef principal de la nation cherokee, Chuck Hoskin Jr., a déclaré : « La chef Mankiller a été la première à faire entendre la voix des tribus amérindiennes et à mettre en avant les questions tribales dans ce pays. Elle a été la première femme à occuper un poste de chef dans un milieu dominé par les hommes, à une époque où la nation cherokee commençait à se relever après des décennies d'oppression par le gouvernement américain [...] Elle s'est battue pour les droits civiques, l'égalité et l'autosuffisance du peuple cherokee, et a été le pilier de la création de ce qui est aujourd'hui le plus grand système de santé tribal du pays. Nous sommes très fiers qu'elle soit à jamais honorée sur cette pièce de monnaie par la Monnaie américaine ».
Adelina Otero-Warren (en), la première personne hispano-américaine à figurer sur une pièce de monnaie américaine.
Anna May Wong, la première personne d'origine asiatique à figurer sur une pièce de monnaie américaine.

#### 2023
La Monnaie a lancé la pièce de Bessie Coleman pour honorer cette aviatrice pionnière, première femme afro-américaine et amérindienne à obtenir une licence de pilote aux États-Unis, et la première Afro-Américaine à obtenir une licence de pilote internationale.
Jovita Idar, une journaliste, activiste et éducatrice mexicano-américaine originaire du Texas, est le deuxième femme honorée par une pièce en 2023. Engagée contre le racisme systématique et les inégalités, elle a défendu les droits civiques, les droits des femmes et l'éducation bilingue dans la région frontalière entre les États-Unis et le Mexique.
Edith Kanakaʻole (en) est la première Hawaïenne native à figurer sur une pièce de monnaie américaine. Le motif a été dévoilé lors d'un événement organisé à l'université d'Hawaï à Hilo, où Edith Kanakaʻole avait enseigné. La créatrice, Emily Damstra, a déclaré : « Ce fut une joie de découvrir l'héritage d'Edith Kanakaʻole en concevant le motif de sa pièce de 25 cents [...] J'ai compris que son lien profond avec la terre, sa maison à Hawaï près du volcan Maunakea, avait joué un rôle important dans sa vie et son travail. Afin de rendre hommage à toutes les façons dont elle a marqué son époque, j'ai pensé que le design devait mettre en avant sa relation avec cet environnement ».
Eleanor Roosevelt, épouse de Franklin D. Roosevelt a son effigie sur deux pièces, puisqu'elle apparaît également dans la série des premières épouses,.
Maria Tallchief figure également sur le dollar Sacagawea en 2023. Le designer Ben Sowards a déclaré : « Bien que son talent artistique, sa précision et ses compétences techniques aient fait d'elle l'une des ballerines les plus renommées de son époque, c'est le courage, la persévérance et la force de caractère de Maria Tallchief que j'espère mettre en évidence dans ce design [...] Son héritage continue de nous inspirer à poursuivre nos rêves ».

#### 2024
Le Révérend Dr Pauli Murray, une figure des droits civiques, est honorée sur la nouvelle pièce de 25 cents. Pionnière juridique et militante pour les femmes noires et la communauté LGBT, son travail a influencé des décisions majeures comme la loi sur les droits civiques de 1964, et elle a également co-fondé la National Organization for Women.
Patsy Takemoto Mink, a brisé de nombreuses barrières, devenant la première femme d'origine asiatique élue au Congrès des États-Unis et la première femme asiatique américaine à se présenter à la présidence. Elle a été une défenseure majeure de l'égalité raciale et des sexes, co-rédigeant et soutenant la loi Title IX, qui garantit l'égalité des chances dans l'éducation. Son héritage est honoré par une pièce avec l'inscription EQUAL OPPORTUNITY IN EDUCATION.
Le Révérend Dr Mary Edwards Walker est la 13e femme historique honorée par une pièce de 25 cents dans la série American Women de la Monnaie des États-Unis. Pionnière à bien des égards, elle a été la première femme chirurgien de l'armée américaine et la première et unique femme récipiendaire de la Médaille d'Honneur, qu'elle a reçue pour service méritoire durant la Guerre Civile. Militante pour la réforme vestimentaire, l'égalité des sexes et le droit de vote des femmes, elle est restée célèbre pour son choix de porter des vêtements masculins.
Celia Cruz, surnommée la « Reine de la Salsa », était une chanteuse cubaine emblématique reconnue pour sa voix puissante, son style flamboyant et sa célèbre interjection « azucar ! ». Née à Cuba, elle a commencé à chanter très jeune, rejoignant plus tard l'orchestre populaire La Sonora Matancera avant de faire défection aux États-Unis en 1960 et de devenir citoyenne américaine.
Zitkala-Ša, est une femme Yankton Sioux qui a œuvré toute sa vie pour les droits et la voix des Amérindiens, notamment la citoyenneté indigène et le droit de vote des femmes. Elle était une auteure, musicienne, compositrice et une militante influente, dont le travail a mené à des lois clés comme l'Indian Citizenship Act de 1924.

#### 2025
Ida B. Wells est honorée pour son travail de journaliste d'investigation dénonçant la violence contre les Afro-américains, son plaidoyer pour une loi fédérale anti-lynchage, et son engagement contre la ségrégation scolaire et pour le droit de vote des femmes. Elle a reçu à titre posthume le prix Pulitzer en 2020.
Les Girl Scouts ont annoncé la mise en circulation d'une nouvelle pièce honorant sa fondatrice, Juliette Gordon Low. Cette pièce présente le trèfle emblématique, l'uniforme des années 1920 et deux prix prestigieux des Girl Scouts. Cette initiative célèbre l'impact durable de Juliette Gordon Low et les millions de Girl Scouts qui perpétuent sa vision.
Dr Vera Rubin, une astronome dont les travaux ont radicalement transformé notre compréhension de l'Univers. Ses recherches pionnières dans les années 1970 ont fourni des preuves convaincantes de l'existence de la matière noire, en observant que les étoiles aux bords des galaxies tournent plus vite qu'elles ne le devraient. Le revers de la pièce représente Vera Rubin regardant vers le haut, avec une galaxie spirale en arrière-plan.
Stacey Milbern (en), une militante américano-coréenne des droits des personnes handicapées, figure sur le revers des nouvelles pièces. Milbern, qualifiée de « leader visionnaire et puissante activiste pour les personnes handicapées », est la première figure américano-coréenne à apparaître sur une monnaie américaine. Née à Séoul, elle a joué un rôle majeur dans l'adoption d'une loi sur l'éducation au handicap en Caroline du Nord et a été conseillère politique auprès du comité du Président pour les personnes ayant une déficience intellectuelle sous l'administration Obama.
Althea Gibson, une pionnière et légende du tennis originaire de Wilmington, figure sur les nouvelles pièces de 2025. Première athlète afro-américaine à briser la barrière raciale dans le tennis de haut niveau, elle a remporté onze titres du Grand Chelem et a également été la première joueuse afro-américaine à participer au circuit professionnel féminin en golf.

## Pièces
| Année | No. | Personnalité              | Pièce | Dessin | Artistes          | Artistes         | Date de sortie   |
| Année | No. | Personnalité              | Pièce | Dessin | Sculpteur         | Illustrateur     | Date de sortie   |
| ----- | --- | ------------------------- | ----- | --- | ----------------- | ---------------- | ---------------- |
| 2022  | 1   | Maya Angelou              |       | Maya Angelou, les bras tendus, devant un oiseau en vol et un lever de soleil. | Craig Campbell    | Emily Damstra    | 3 janvier 2022   |
| 2022  | 2   | Sally Ride                |       | Sally Ride près d'un hublot de la navette spatiale, avec la Terre en arrière-plan. | Phebe Hemphill    | Elana Hagler     | 22 mars 2022     |
| 2022  | 3   | Wilma Mankiller           |       | Wilma Mankiller portant un châle, près d'une étoile à sept branches de la nation Cherokee et ᏣᎳᎩᎯ ᎠᏰᎵ (nation Cherokee en syllabaire Cherokee). | Phebe Hemphill    | Benjamin Sowards | 6 juin 2022      |
| 2022  | 4   | Adelina Otero-Warren (en) |       | Adelina Otero-Warren avec trois fleurs de yucca et l'inscription en espagnol Voto para la mujer. | Craig Campbell    | Chris Costello   | 15 août 2022     |
| 2022  | 5   | Anna May Wong             |       | Anna May Wong entourée de guirlandes lumineuses. | John P. McGraw    | Emily Damstra    | 25 octobre 2022  |
| 2023  | 6   | Bessie Coleman            |       | Bessie Coleman, coiffée d'un casque d'aviateur en cuir, regarde vers les nuages en direction d'un biplan en vol. L'inscription « 6.15.1921 » correspond à la date à laquelle elle a obtenu sa licence internationale de pilote. | Eric David Custer | Chris Costello   | 3 janvier 2023   |
| 2023  | 7   | Edith Kanakaʻole (en)     |       | Edith Kanakaʻole, avec ses cheveux et son lei poʻo (couronne de fleurs) se fondant dans le paysage hawaïen. L'inscription « E hō mai ka ʻike » signifie « accorder la sagesse » et fait référence au rôle du hula et des chants dans la préservation culturelle. Ce motif présente la valeur faciale 25 ¢ au lieu de Quarter Dollar utilisé sur tous les autres motifs précédents. | Renata Gordon     | Emily Damstra    | 27 mars 2023     |
| 2023  | 8   | Eleanor Roosevelt         |       | Eleanor Roosevelt se tient près de la balance de la justice devant une représentation du globe terrestre, au-dessus de l'inscription « Déclaration universelle des droits de l'homme ». | Craig Campbell    | Don Everhart     | 5 juin 2023      |
| 2023  | 9   | Jovita Idar               |       | Jovita Idar debout, les mains jointes. Son corps est composé d'inscriptions représentant ses réalisations et les journaux pour lesquels elle a écrit. | John P. McGraw    | John P. McGraw   | 14 août 2023     |
| 2023  | 10  | Maria Tallchief           |       | Maria Tallchief mise en lumière dans une pose de danseuse classique. Son nom osage, 𐓏𐓘𐓸𐓮𐓟-𐓍𐓪͘𐓬𐓘, qui signifie deux étendards, est écrit en caractères osages. | Joseph Menna      | Benjamin Sowards | 23 octobre 2023  |
| 2024  | 11  | Dr. Pauli Murray          |       | Portrait du révérend Pauli Murray à l'intérieur du mot HOPE (espoir), avec la citation A song in a weary throat (Une chanson dans une gorge fatiguée), tirée de son poème Dark Testament (Testament sombre). | Joseph Menna      | Emily Damstra    | 1er février 2024 |
| 2024  | 12  | Patsy Mink                |       | Patsy Mink debout devant le Capitole, tenant un exemplaire du Titre IX et portant un collier de fleurs, avec la légende Equal Opportunity in Education. | John P. McGraw    | Beth Zaiken      | 25 mars 2024     |
| 2024  | 13  | Dr. Mary Edwards Walker   |       | Dr Mary Edwards Walker portant sa médaille d'honneur. | Phebe Hemphill    | Phebe Hemphill   | 3 juin 2024      |
| 2024  | 14  | Celia Cruz                |       | Celia Cruz chantant avec un micro, avec sa phrase culte Azúcar (sucre). | Phebe Hemphill    | Phebe Hemphill   | 12 août 2024     |
| 2024  | 15  | Zitkala-Ša                |       | Zitkala-Ša vêtue d'une robe traditionnelle Yankton Sioux et tenant un livre. Un soleil stylisé représente son opéra Sun Dance, tandis qu'un cardinal rouge symbolise son nom, qui signifie oiseau rouge. Un motif en losange inspiré des Yankton Sioux se trouve sous le soleil.                                                                                                   | Renata Gordon     | Don Everhart     | 21 octobre 2024  |
| 2025  | 16  | Ida B. Wells              |       | En bas, sous son portrait, les activités les plus notables d'Ida B. Wells (journaliste, suffragette et militante des droits civiques) sont répertoriées. | Phebe Hemphill    | Elana Hagier     | 4 février 2025   |
| 2025  | 17  | Juliette Gordon Low       |       | Juliette Gordon Low à côté du trèfle original des Girl Scouts, qu'elle a conçu et breveté. | Eric David Custor | Thomas Hipschen  | 24 mars 2025     |
| 2025  | 18  | Dr. Vera Rubin            |       | Profil du Dr Vera Rubin avec un arrière-plan représentant la matière noire. | John P. McGraw    | Christina Hess   | 3 juin 2025      |
| 2025  | 19  | Stacey Milbern (en)       |       | Stacey Milbern dans un fauteuil roulant ; sous son nom figure la légende Disability Justice (justice pour les personnes handicapées). | Craig A. Campbell | Elena Hagler     | 12 août 2025     |
| 2025  | 20  | Althea Gibson             |       | Althea Gibson tenant une raquette de tennis et entourée de la légende Trailblazing Champion (championne pionnière). | Renata Gordon     | Don Everhart     |                  |